# Sîceavka, Odesa
Sîceavka (în ucraineană Сичавка) este un sat în comuna Iujne din raionul Odesa, regiunea Odesa, Ucraina.

## Demografie
Componența lingvistică a localității Sîceavka
     Ucraineană (89,37%)
     Rusă (9,64%)
     Alte limbi (0,93%)
Conform recensământului din 2001, majoritatea populației localității Sîceavka era vorbitoare de ucraineană (89,37%), existând în minoritate și vorbitori de rusă (9,64%).